# Rites of Passage
Rites of Passage es el primer álbum en directo del músico británico Roger Hodgson, publicado por la compañía discográfica Unichord Records en septiembre de 1997. El álbum, producido por Karuna Hodgson, fue grabado cerca del hogar de Hodgson en Nevada City (California), en el último concierto de varias fechas por California durante el verano de 1996.
Marcó el regreso al mundo musical de Hodgson después de estar casi una década apartado al sufrir la fractura de una muñeca. Para la ocasión, Hodgson formó una banda integrada por Mikail Graham (guitarra, armónica, coros), Rich Stanmyre (bajo, coros), Jeff Daniel (teclados, coros) y el propio hijo de Roger, Andrew Hodgson, en la batería. Además, Rites of Passage contó con la colaboración del saxofonista John Helliwell, excompañero de Supertramp. El regreso de Hodgson a los escenarios coincidió con la gira It's About Time Tour de su antiguo grupo, Supertramp, quien también estuvo inactivo durante casi una década y publicó Some Things Never Change el mismo año de Rites of Passage.
Rites of Passage incluyó tres canciones de Supertramp, seis de su etapa en solitario (cinco de ellas inéditas), así como dos temas escritos e interpretados por el vocalista Mikail Graham y uno por su hijo Andrew. De las canciones inéditas, una versión de estudio de «Showdown» fue incluida tres años después en el álbum Open the Door.
La portada incluyó la pintura The Accolade (1901) de Edmund Blair Leighton.

## Lista de canciones
| N.º | Título                       | Escritor(es)            | Duración |  |
| 1.  | «Every Trick in the Book»    | Roger Hodgson           | 5:54     |  |
| 2.  | «In Jeopardy»                | R. Hodgson              | 5:13     |  |
| 3.  | «Showdown»                   | R. Hodgson              | 4:45     |  |
| 4.  | «Don't You Want to Get High» | R. Hodgson              | 4:07     |  |
| 5.  | «Take the Long Way Home»     | R. Hodgson, Rick Davies | 4:28     |  |
| 6.  | «Red Lake»                   | R. Hodgson              | 5:14     |  |
| 7.  | «Melancholic»                | Andrew Hodgson          | 4:31     |  |
| 8.  | «Time Waits for No One»      | R. Hodgson              | 9:07     |  |
| 9.  | «No Colours»                 | Mikail Graham           | 4:24     |  |
| 10. | «The Logical Song»           | R. Hodgson, Davies      | 3:47     |  |
| 11. | «Smelly Feat»                | Graham                  | 6:02     |  |
| 12. | «Give a Little Bit»          | R. Hodgson, Davies      | 4:17     |  |

## Personal
Músicos
- Roger Hodgson: voz (1–6, 8, 10, 12), guitarra (9, 11), piano (2, 3, 5, 10), guitarra de doce cuerdas (1, 4, 6, 8, 12)
- Andrew Hodgson: batería (1–6, 9–12), voz (7), piano (7), percusión (8), didgeridoo (8), armónica (9)
- John Helliwell: saxofón (1, 2, 5, 6, 8, 10–12), percusión (3), coros (2–6, 10)
- Mikail Graham: guitarra (1–4, 6, 8–12), voz principal (9, 11), coros (1–6, 10, 12), teclados (5), percusión (5)
- Rich Stanmyre: bajo (1–6, 8–12), coros (1–6, 11, 12)
- Jeff Daniel: teclados (1–6, 8–10, 12), órgano Hammond (1–6, 10, 11, 12), percusión (3, 6, 8–11), coros (1–6, 10, 12)
- Terry Riley: tanpura (8), coros (8)
- Josh Newman: chelo (7)

Equipo técnico
- Biff Dawes: ingeniero de sonido
- Harry Andronis: ingeniero de sonido
- Tony Shepherd: iluminación
- Joe Gastwirt: masterización
- Ramón Bretón: asistente de masterización
- Brian Foraker: mezclas
- Karuna Hodgson: productor y notas del álbum
- Daniel Clark: dirección artística y diseño
- Cole Thompson: fotografía
- Sunja Park: tipografía

## Posición en listas
| País     | Lista                | Posición |
| -------- | -------------------- | -------- |
| Alemania | Media Control Charts | 74       |
| Suiza    | Swiss Albums Chart   | 33       |